# 瓜地馬拉劍尾魚
瓜地馬拉劍尾魚，為輻鰭魚綱鯉齒目鯉齒亞目花鳉科的其中一種，分布於中美洲瓜地馬拉Chajmaic河及de la Pasion河流域，體長可達7.5公分，棲息在植被生長、水流湍急的溪流，屬肉食性，生活習性不明，可作為觀賞魚。

## 擴展閱讀
維基物種上的相關：瓜地馬拉劍尾魚